# Tasdorf (Rüdersdorf bei Berlin)
Tasdorf ist ein ehemals eigenständiges Dorf, später Gemeinde, die heute zu Rüdersdorf bei Berlin gehört.
Tasdorf ist heute der einzige Teil der Großgemeinde Rüdersdorf, der nicht zum mittelalterlichen Besitz des Klosters Zinna auf dem Barnim gehörte. Es wurde am 31. März 1931 in die Großgemeinde Kalkberge, später Rüdersdorf genannt, eingemeindet.

## Geographie und Ortsteile
Tasdorf liegt am Südrand der Barnimhochfläche und westlich des Strausberger Mühlenfließes. Im Süden der Tasdorfer Feldmark liegt der Hohle See, in den der Tiefe Graben mündet, der die Tasdorfer Ortsteile westlich umfließt. Tasdorf ist zusammen mit Grünelinde der einzige Teil Rüdersdorfs, der bereits vor 1817 zum Niederbarnim gehörte.

### Alt-Tasdorf
Das eigentliche Tasdorf ist ein altes Straßendorf, das an der B 1/5 im Norden Rüdersdorfs liegt. Die Dorfstraße ist heute ein Teil der B1/5. Tasdorf besitzt ein kleines Gewerbegebiet (Tasdorf-Süd) und ein Postfrachtzentrum. Nördlich des alten Dorfes liegt eine Schäferei und die dortigen ehemaligen Rieselfelder gehören der Stadt Berlin.

### Berghof
Der Berghof war ein Vorwerk, welches im Süden der Tasdorfer Feldmark lag. Es bildete einen eigenen Gutsbezirk.

### Bergbrück
An einer Brücke über das Mühlenfließ (heute Vogelsdorfer Straße) liegt die Kolonie Bergbrück. Der Ortsteil wird von dem Mühlenfließ im Osten und der Ernst-Thälmann-Straße (Schulzenhöhe) im Westen umrahmt.

### Schulzenhöhe
Etwas südlich von Bergbrück entstand am Mühlenfließ die Colonie Schulzenhöhe. Sie schließt heute direkt an Bergbrück an und liegt westlich von Kalkberge. In Schulzenhöhe und Bergbrück gibt es eine katholische Kirche, ein ev. Gemeindehaus, einen Friedhof, sowie eine alte kleine Grundschule nahe dem Mühlenfließ. Die Ernst-Thälmann-Straße ist die Hauptstraße. Sie verbindet Alt-Tasdorf mit Schulzenhöhe und der Straße der Jugend nach Kalkberge.

### Grünelinde
Das ehemalige Vorwerk Grünelinde gehört historisch nicht zu Tasdorf. Es war lange Zeit ein Vorwerk von Vogelsdorf oder Fredersdorf, ehe es 1931 zusammen mit Tasdorf nach Rüdersdorf eingemeindet wurde. Heute besteht der Wohnplatz am ehemaligen Vorwerk aus einigen Häusern an der Kreisstraße von Vogelsdorf nach Woltersdorf. Der noch heute bestehende Wald von Grünelinde ist im Besitz der Stadt Berlin und steht unter dem Schutz des Dauerwaldvertrages.

## Geschichte

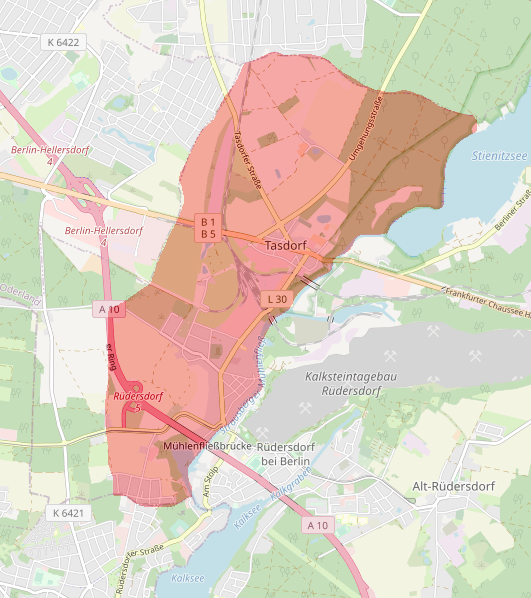
Tasdorfer Feldmark

Das Dorf Tasdorf wird erstmals 1308 urkundlich erwähnt und war damals bereits ein Dorf mit eigener Kirche und Pfarrer. Im Landbuch der Mark Brandenburg von 1375 wird Tasdorf als Besitz des Bürger Rüdnitz erwähnt. 1368 wird das Dorf von Bürger Wiprecht zu Berlin gekauft. Von 1416 bis 1681 war Tasdorf im Besitz der Adelsfamilie von Krummensee. 1450 verfügte das Dorf über 52 Hufen Ackerland, 1541 nur noch über 27 Hufen. 1681 bis 1728 befand es sich im Besitz der von Meinders und von 1728 bis 1829 im Besitz der von Marschall. Im 19. Jahrhundert wuchs Tasdorf rasant durch den Kalksteinbruch im benachbarten Kalkberge. Es entstanden die Siedlungen Bergbrück und Schulzenhöhe. 1928 wurde der Tasdorfer Gutsbezirk mit dem Gemeindebezirk vereinigt und 1931 wurde Tasdorf nach Kalkberge eingemeindet. 

### Verwaltungsgeschichte
Tasdorf gehörte im Mittelalter zum Land Barnim innerhalb der Mark Brandenburg. Nach der Teilung des Barnim 1451 gehörte Tasdorf zum Kreis Niederbarnim.

### Bevölkerungsentwicklung
| Jahr | Einwohner |
| ---- | --------- |
| 1734 | 108       |
| 1772 | 136       |
| 1840 | 206       |
| 1858 | 474       |
| 1895 | 2407      |
| 1925 | 3737      |

## Verkehr
Durch Tasdorf verläuft die B 1/5, die Tasdorf mit dem Ortsteil Herzfelde verbindet. Richtung Westen kommt man zur Ausfahrt Berlin-Hellersdorf, an der sich A 10 und B 1/5 kreuzen. Außerdem gibt es Straßen nach Vogelsdorf (Altlandsberger Straße), Strausberg über Eggersdorf und zum Ortsteil Kalkberge (über Schulzenhöhe). 
Es führt eine Zweigstrecke der Ostbahn durch Tasdorf, mit einem nicht mehr genutzten Personenbahnhof namens Rüdersdorf, der zwischen Alt-Tasdorf und Schulzenhöhe liegt. Auf dieser Strecke bestand von 1872 bis 1965 ein Personenverkehr. Heute wird diese Bahnstrecke der Mitteldeutschen Eisenbahn GmbH hauptsächlich von Zementzügen genutzt.

## Friedhof
Bei Ausgrabungen von 1994 bis 1995 konnten in Tasdorf 368 Skelette geborgen werden. Die Grabung erbrachte Ausschnitte des Friedhofes mit den Fundamenten zweier sich schneidender Kirchenbauten. Bei der ersten sicher nachzuweisenden Kirche handelt es sich um eine mittelalterliche Steinkirche aus dem frühen 14. Jahrhundert, die exakt nach West-Ost ausgerichtet war. Diese wurde in der Mitte des 16. Jahrhunderts durch eine renaissancezeitliche Steinkirche überbaut, die in ihrer Ausrichtung deutlich nach Nordwest-Südost abweicht. Auf dem umliegenden Friedhof fanden sich die Bestattungen jeweils parallel zu den Kirchenfundamenten angeordnet. Der Ausrichtungswechsel der Gräber im Laufe der Belegungszeit ermöglichte eine relativ sichere zeitliche Einordnung der Bestatteten in zwei Epochen. So ließen sich 169 Individuen dem späten Mittelalter (13. bis Mitte 16. Jahrhundert) und 199 der frühen Neuzeit (16. bis Beginn 19. Jahrhundert) zuweisen. Die Skelettserie aus Tasdorf wurde für mehrere Jahre Gegenstand umfangreicher Forschungen der Arbeitsgruppe Humanbiologie am Institut für Biologie der Freien Universität Berlin. Die Untersuchungen zeigten eine Verschlechterung der Lebensbedingungen vom späten Mittelalter zur frühen Neuzeit. Die Säuglingssterblichkeit stieg deutlich an, was auf mangelnde Hygiene, Nahrungsmangel und eine daraus folgende erhöhte Infektanfälligkeit hinweist. Die Zahngesundheit verschlechtert sich ebenfalls: alle untersuchten Parameter, wie Kariesbelastung, Verschleißgrade und Zahnabbau waren in der frühen Neuzeit schwerer ausgeprägt als in den Jahrhunderten zuvor. Degenerative Erkrankungen der großen Gelenke (Schulter, Ellenbogen, Hüfte und Knie) nahmen im Verlauf der Epochen an Schweregrad und Häufigkeit zu, besonders bei den Frauen. Kinder wiesen vermehrt Mangel- und Infektionserkrankungen auf. Sowohl im Mittelalter als auch in der frühen Neuzeit kam insbesondere chronischer Vitamin-C-Mangel häufig vor, aber auch Vitamin-D-Mangel war öfter nachzuweisen. Auch ließen sich Einzelschicksale erschließen. So litt ein etwa 10-jähriges Kind aus der Frühneuzeit an einer angeborenen Syphilis. Ein 1–3 Jahre altes Kind derselben Epoche starb vermutlich an einem Tumor des Knochenmarks.

## Persönlichkeiten
- Giacomo Meyerbeer (* 5. September 1791 in Tasdorf; † 2. Mai 1864 in Paris), Komponist und Dirigent